# José Manuel Imbamba
José Manuel Imbamba (Boma, 7 de janeiro de 1965) é um prelado angolano da Igreja Católica, atual arcebispo metropolitano de Saurimo.

## Biografia

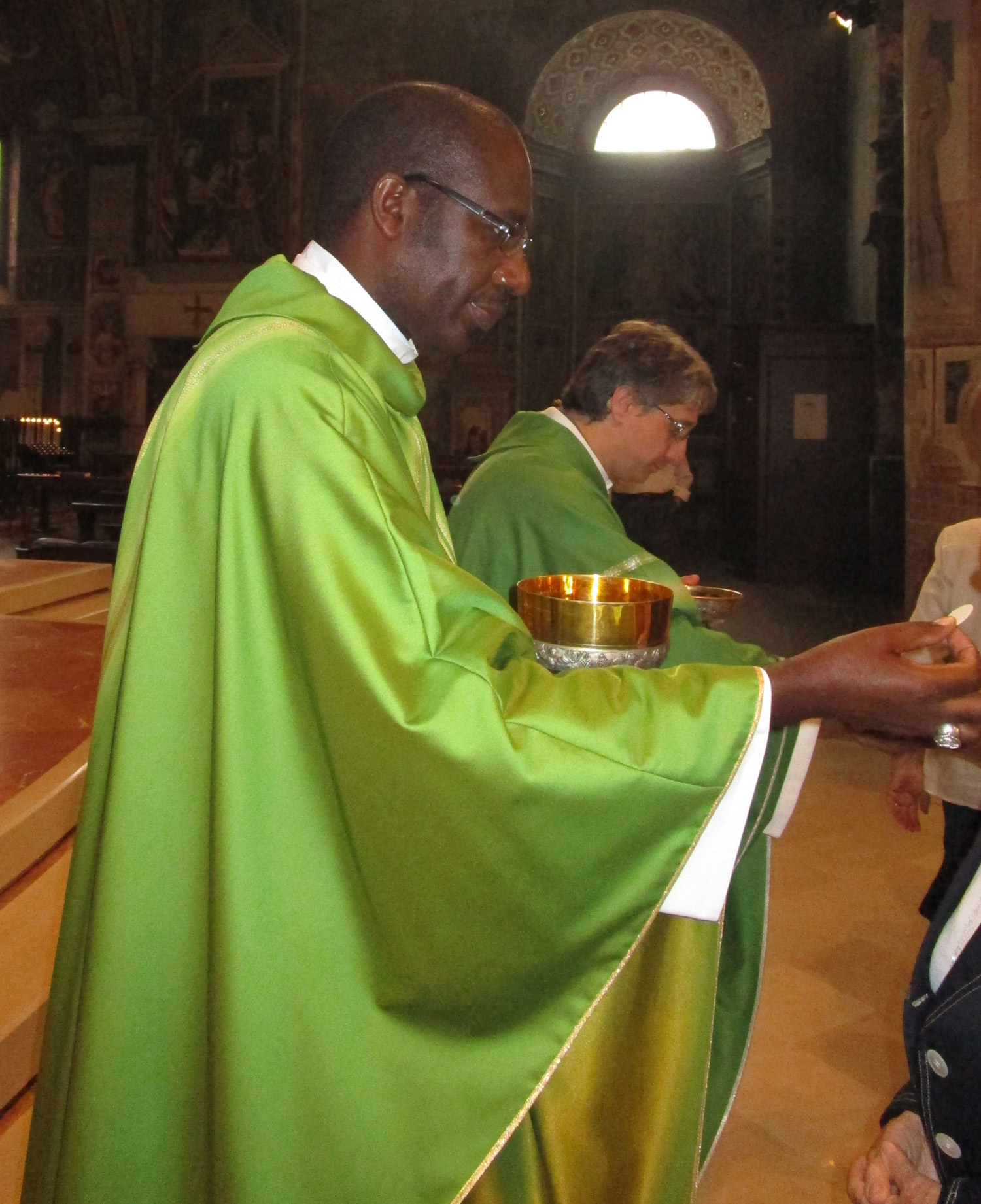
Dom José Manuel, administrando a santa eucaristia (Lodi, 23 de agosto de 2015)

Nascido em  em 1965 em Boma, província de Moxico, estudou Teologia no Seminário Maior de Luanda. Foi ordenado padre em 29 de dezembro de 1991 entre os primeiros da diocese de Luena.
Foi pároco da Catedral de Luena e delegado diocesano da Caritas (1992-1995); aluno da Faculdade de Filosofia da Pontifícia Universidade Urbaniana de Roma (1995-1999); vigário-geral de Luena e diretor do Secretariado Diocesano de Pastoral e professor de Filosofia no Instituto Médio Normal de Educação (IMNE) e de português no Instituto Médio de Saúde (IMS) (1999-2000). Em 2001 é nomeado secretário geral da Universidade Católica de Luanda e professor de filosofia no seminário de Luanda.
Em 6 de outubro de 2008 é nomeado pelo Papa Bento XVI, bispo de Dundo, sendo consagrado em 14 de dezembro seguinte para o bispo de Cabinda, Dom Filomeno do Nascimento Vieira Dias, coadjuvado por Dom Damião António Franklin, arcebispo de Luanda e por Dom Giovanni Angelo Becciu, núncio apostólico no país.
Com a elevação de Saurimo a arquidiocese, em 12 de abril de 2011, o Papa Bento XVI o nomeia primeiro arcebispo e toma posse em 31 de julho seguinte. Faz parte do Conselho permanente da Conferência Episcopal de Angola e São Tomé.
De 22 à 27 de setembro de 2015 ele está, com Dom José de Queirós Alves, em Filadélfia ao encontro mundial das famílias com Papa Francisco.
No final da II Assembleia Plenária anual dos Bispos da CEAST que decorreu entre 6 e 11 de outubro de 2021, em Luanda, foi eleito como seu presidente.